# Wendi Andriano
Wendi Elizabeth Andriano (apellido de soltera: Ochoa; nacida el 6 de agosto de 1970) es una convicta americana actualmente en el corredor de la muerte en Arizona. Está condenada desde el 2000 por el asesinato de su marido (quien era enfermo terminal) Joe. Está encarcelada en el Complejo de Prisión Estatal - Perryville. Su número de reclusa es #191593.

## Caso
En enero de 1994, se casó con Joseph Andriano. No mucho tiempo después, Joe cayó enfermo. Después de varios diagnósticos Joe era finalmente diagnosticado con carcinoma en 1998. En aquel tiempo su enfermedad había avanzado hasta el punto terminal. Joe intentó holistic terapias para su enfermedad pero en 2000 ya había recurrido a quimioterapia. Por aquel tiempo, Wendi había tenido a dos niños y trabajaba como directora de apartamento pero se empezó a molestar por tener tantas responsabilidades.

## Delito
Durante las primeras horas del 8 de octubre de 2000, Wendi Andriano asesino a su esposo Joe de 33 años. Lo golpeo hasta la muerte con un taburete y le apuñaló el cuello con un cuchillo de 13 pulgadas, el crimen ocurrió en el apartamento de la pareja en Ahwatukee, Arizona Su autopsia reveló que había sufrido 23 de golpes en el cráneo y las huellas de azida de sodio se encontraron también en su cuerpo.
Aproximadamente una hora antes del asesinato de Joe, su mujer Wendi había llamado al 911 anunciando que su marido enfermo terminal agonizaba. Cuando los paramédicos llegaron Wendi les dijo que se fueran, declarando que Joe deseaba morir. Los paramédicos dejaron la escena. Una hora más tarde Wendi llamó al 911 otra vez, informando que había acuchillado y golpeado su marido hasta la muerte en defensa propia. También reclamo que el marido era físicamente y psicológicamente abusivo hacia ella. Aun así, siendo que Joe era débil por la quimioterapia y el envenenamiento con sodio azide fue incapaz de defenderse de él.

## Juicio y condena
Cuatro años después del delito, el 23 de agosto de 2004, se presentó una prueba de asesinato contra Wendi Andriano. Incluso aunque no tenga registro criminal previo, afronta la pena de muerte para su delito. El fiscal declaró que el motivo de Wendi para asesinar a su marido era el dinero. La evidencia fue que Wendi había solicitado una póliza de seguro de vida para su marido enfermo terminal. Además el fiscal alegó que fue tentada por un aviso del doctor de su marido. Intentaron probar que Wendi utilizó un pesticida: sodio azide, para envenenar a su marido para aparentar la muerte de Joe como el resultado de un ataque de corazón. En el juicio, Wendi atestiguó que fue en defensa propia. Durante los nueve días del juicio, atestiguo que había sido maltratada por su marido. También declaró que su marido Joe sufrió un ataque de rabia después de una discusión. Dijo que habían luchado con el cuchillo. A pesar de su dramático testimonio el 18 de noviembre de 2004, el jurado encontró a Wendi culpable de asesinato en primer grado. Un mes más tarde se dictó su sentencia. Debido a la crueldad y depravación del delito, y porque este era financieramente motivado, fue sentenciada a muerte por inyección letal el 22 de diciembre de 2004.
Wendi Andriano presentó su apelación de condena en 2007, reclamando que la evidencia de sus asuntos y esfuerzos para comprar pólizas de seguro de vida para su marido enfermo fue injustamente presentada para perjudicarla delante del jurado. También reclamo que al jurado no le fue dejado considerar cargos menores, como asesinato en segundo grado. Finalmente, su condena fue afirmada por la corte suprema de Arizona en julio de 2007.
Wendi ha presentado más apelaciones, todas denegadas.
Wendi Andriano es una de las dos mujeres condenadas a la pena de muerte en Arizona, la otra es Shawna Forde.
El caso de Wendi fue presentado en el canal Oxígeno en la serie Snapped el 2 de junio de 2011 y en el programa de Investigación Discovery Las verdaderas mujeres asesinas el 9 de septiembre de 2011.